# Origin (альбом Borknagar)
Origin — седьмой студийный альбом норвежской группы Borknagar, вышедший в 2006 году.
В отличие от предыдущих альбомов, относящихся к металу, Origin был записан на акустических инструментах, для чего были приглашены сессионные музыканты. Ещё одной особенностью альбома стало то, что каждый из четырёх музыкантов, на тот момент числившихся постоянными участниками Borknagar, написал текст хотя бы одной песни.
Партии бас-гитары исполнил Ян Эрик Торгерсен «Тюр», который ушёл из группы перед началом работы над Epic. Он снова стал постоянным участником Borknagar, но на этом альбоме был указан как сессионный музыкант.
По словам лидера группы Эйстейна Брюна, идея записи акустического альбома возникла у него и клавишника Недланда во время работы над альбомом Empiricism в 2001 году. Сначала планировалось, что альбом будет представлять собой акустические ремейки песен с других альбомов, но со временем музыканты решили представить на нём новый материал. Единственным ремейком стала песня «Oceans Rise» — это акустическая версия песни с альбома The Archaic Course.

## Список композиций
1. «Earth Imagery» — 4:52
2. «Grains» — 3:42
3. «Oceans Rise» — 6:05
4. «Signs» — 1:17
5. «White» — 4:45
6. «Cynosure» — 2:55
7. «The Human Nature» — 4:48
8. «Acclimation» — 4:30
9. «The Spirit of Nature» — 3:00

## Участники записи
- Эйстейн Брюн — гитары
- Андреас «Винтерсорг» Хедлунд — вокал, гитары, клавишные
- Ларс Недланд — клавишные, орган Хаммонда, бэк-вокал
- Асгейр Микельсон — ударные, бас-гитара

### Приглашённые музыканты
- Ян Эрик «Тюр» Торгерсен — бас-гитара
- Ингвильд Йоханнесен — скрипка
- Томас Нильссон — виолончель
- Стейнар Офсдаль — флейта